# Hodossy-kastély
A Hodossy-kastély, Ártándon, Hajdú-Bihar vármegyében található.
A klasszicista stílusú kastélyt a 19. század elején építtette Hodossy Sámuel. A jelenlegi épület az egykori kúriának a bal szárnya, többi részét lebontották. A kastély építtetőjének fiát, Hodossy Miklóst, Kossuth Lajos 1848. november 20-án az erdélyi hadsereg kormánybiztosának nevezte ki. Az udvarias, de igen szigorú földbirtokos karrierje 1827-ben kezdett felfelé ívelni, amikor először al-, később főjegyzővé választották. Ezután a vármegye országgyűlési követe lett, majd 1848-ban egészen a kormánybiztosi posztig vitte. Ez utóbbit el sem akarta vállalni, mivel a bukott kormány emberének gondolta magát. Végül jobb belátásra bírta a határozat: ha nem vállalja a posztot, akkor viselje a börtön következményeit!
Az épület 1849 augusztusában, a debreceni csata után főhadiszállás volt, ahol Rüdliger orosz tábornok tárgyalt a magyar hadsereg fegyverletételéről Pöltenberg Ernő magyar tábornokkal. Négy nappal később Görgey Artúr Világosnál feltétel nélkül tette le a fegyvert. A fegyverletétel után Hodossy egy ideig bujdosott, majd jelentkezett az osztrákoknál, és letöltötte börtönbüntetését. Szabadulása után visszatért a birtokra, ahol a kúria egyúttal gazdaságának központjává is vált. A kastélyt lánya, Klára örökölte, aki Platthy József felesége volt, így az ő kezükbe került az épület. Hodossy Klára 1899-es halála után fia, Platthy Miklós lett a kastély tulajdonosa, aki historizáló stílusban átépítette azt.
Később helyőrségi laktanyaként használták, így a háború során jelentős károkat szenvedett. Lakhatatlanná vált a középső és jobb oldali szárnya, ezért ezeket elbontották. Így nyerte el mai, végleges formáját. A ma látható épület már csak az egykori épület bal szárnya, melyben a második világháború vége óta óvoda működik.
A kastély oldalhomlokzatán a Bihar Vármegyei Múzeumi Emlékbizottság 1929-ben a 80. évforduló alkalmával emléktáblát helyezett el, melyen feltüntették annak a nyolc ártándi katonának nevét, akik életüket áldozták a szabadságért vívott küzdelemben.